# Marlon Degryse
Marlon Degryse (2 februari 2001) is een Belgisch voetballer die sinds 2022 uitkomt voor Union Namur.

## Carrière
Degryse begon zijn jeugdopleiding bij Black Star FC uit Neder-Over-Heembeek. Na twee seizoenen bij FCV Dender EH en drie seizoenen bij KSC Lokeren haalde RWDM hem in 2020 terug naar Brussel. In augustus 2020 liep hij in de beloftenwedstrijd tegen Antwerp FC een quadricepsblessure op die hem maanden aan de kant hield. Toch maakte hij nog datzelfde seizoen zijn profdebuut: op 17 april 2021 viel hij in de competitiewedstrijd tussen RWDM en Lommel SK in de 86e minuut in voor Lenny Nangis. Ook op de slotspeeldag van het seizoen kreeg hij een late invalbeurt, ditmaal tegen Lierse Kempenzonen.
In het seizoen 2021/22 kreeg hij geen officiële speelminuten bij RWDM, waarna Degryse zich na een bewogen vertrek bij de Molenbekenaars in augustus 2022 aansloot bij Union Namur.

## Clubstatistieken
| Seizoen         | Club            | Land            | Competitie      | Competitie | Competitie | Beker | Beker | Supercup | Supercup | Europees | Europees | Totaal | Totaal |
| Seizoen         | Club            | Land            | Competitie      | Wed.       | Dlp.       | Wed.  | Dlp.  | Wed.     | Dlp.     | Wed.     | Dlp.     | Wed.   | Dlp.   |
| --------------- | --------------- | --------------- | --------------- | ---------- | ---------- | ----- | ----- | -------- | -------- | -------- | -------- | ------ | ------ |
| 2020/21         | RWDM            | Vlag van België | Eerste klasse B | 2          | 0          | 0     | 0     | —        | —        | —        | —        | 2      | 0      |
| 2021/22         | RWDM            | Vlag van België | Eerste klasse B | 0          | 0          | 0     | 0     | —        | —        | —        | —        | 0      | 0      |
| 2022/23         | Union Namur     | Vlag van België | Tweede afdeling | 14         | 0          | 1     | 0     | —        | —        | —        | —        | 15     | 0      |
| Carrière totaal | Carrière totaal | Carrière totaal | Carrière totaal | 16         | 0          | 1     | 0     | 0        | 0        | 0        | 0        | 17     | 0      |

Bijgewerkt op 30 januari 2023.
1 Lathouwers ·
3 Halilou ·
4 Doudaev ·
5 De Sart ·
6 Halifa ·
7 Montes ·
8 Abe ·
9 Parzyszek ·
10 Robail ·
11 Ziani ·
15 Laâziri ·
17 Barry ·
20 Poku ·
21 Marsoni ·
22 Soelle Soelle ·
23 Del Piage ·
26 Kestens ·
28 Hubert ·
29 Maurer ·
30 Baghli ·
31 Dodeigne ·
43 Sousa ·
49 Sapata ·
51 Preijs ·
53 Messad-Kouchiche ·
60 Awudu ·
70 Nkurunziza ·
77 Biron ·
83 Lemmens ·
84 El Arouch ·
99 Benjdida ·
Coach: Ferrera
· Assistent-coach: Baherlé
· Assistent-coach: De Camargo